# مونتی براون
مونتی براون (انگلیسی: Monty Brown؛ زادهٔ ۱۳ آوریل ۱۹۷۰) بازیکن فوتبال آمریکایی، و کشتی‌گیر کشتی حرفه‌ای اهل ایالات متحده آمریکا است.
از باشگاه‌هایی که در آن بازی کرده است می‌توان به نیو انگلند پتریوتس و بافلو بیلز اشاره کرد.